# アニヤ・イグナティウス
アニヤ・イグナティウス（Anja Ignatius、1911年7月2日 - 1995年4月10日）は、フィンランド出身のヴァイオリン奏者。1934年に結婚し、アニヤ・ヒルヴェンサロ (Anja Hirvensalo)となったが、演奏家としては旧姓で知られる。
タンペレの生まれ。5歳の頃からヴァイオリンを始め、1925年にパリ音楽院に留学してエドゥアール・ナドーに師事。1926年に一時帰国してヘルシンキでデビュー・コンサートを開いた後、1927年にプラハに行き、オタカール・シェフチークの指導を受けた。またブルーノ・ワルターの執り成しで1929年からカール・フレッシュの薫陶を受けたが、1931年に男性と婚約したことで師弟関係が終了した。1933年にフィンランド放送でジャン・シベリウスのヴァイオリン協奏曲を演奏し、それがヨーロッパ中に放送されたことで名声を得るようになった。1938年から1939年にかけてアメリカ合衆国に演奏旅行に出かけ、ボストン交響楽団と共演している。1953年から1961年までヘルシンキ弦楽四重奏団を結成して室内楽の分野でも活動した。
1955年からシベリウス音楽院で後進の指導に当たり、1978年に引退した。
1995年、ヘルシンキにて死去。